# تاكيدا سوكاكو
تاكيدا سوكاكو (باليابانية: 武田惣角) (10 أكتوبر 1859 - 25 أبريل 1943)، كان معروفًا بأنه مؤسس مدرسة الجوجوتسو «دايتو ريو أيكي جوجيتسو».